# Myersina
Myersina là một chi của Họ Cá bống trắng

## Các loài
Chi này hiện hành có các loài sau đây được ghi nhận:
- Myersina adonis Shibukawa & Satapoomin, 2006 (Adonis shrimpgoby)
- Myersina crocata (Wongratana, 1975) (Yellow-spotted shrimpgoby)
- Myersina filifer (Valenciennes, 1837) (Filamentous shrimpgoby)
- Myersina lachneri Hoese & Lubbock, 1982 (Lachner's shrimpgoby)
- Myersina macrostoma Herre, 1934 (Bigmouth shrimpgoby)
- Myersina nigrivirgata Akihito & Meguro, 1983 (Black-line shrimp-goby)
- Myersina papuanus (W. K. H. Peters, 1877)
- Myersina pretoriusi (J. L. B. Smith, 1958) (Pondoland sailfin goby)
- Myersina yangii (T. R. Chen, 1960)